# Faramea occidentalis
Faramea occidentalis är en måreväxtart som först beskrevs av Carl von Linné, och fick sitt nu gällande namn av Achille Richard. Faramea occidentalis ingår i släktet Faramea och familjen måreväxter. Inga underarter finns listade i Catalogue of Life.